# Хаузешти (Тимиш)
Хаузешти (рум. Hăuzești) насеље је у Румунији у округу Тимиш у општини Фардеа. Oпштина се налази на надморској висини од 247 m.

## Прошлост
По "Румунској енциклопедији" место се помиње 1464. године. Године 1717. ту је пописано осам кућа.
Аустријски царски ревизор Ерлер је 1774. године констатовао да место припада Сарачком округу, Лугожког дистрикта. Становништво је било претежно влашко. Када је 1797. године пописан православни клир место је парохијска филијала суседног села Фердије.

## Становништво
Према подацима из 2002. године у насељу је живело 150 становника, од којих су сви румунске националности.